# Белый башлык
«Белый башлык» — советский фильм 1975 года режиссёра Владимира Савельева.
Героическая кинопоэма по мотивам поэмы Баграта Шинкубы «Песнь о скале» о первом абхазском народном герое — Хаджарате Кяхбе.
Красный вестерн, один из лидеров проката в СССР (20,8 млн. зрителей), лауреат Всесоюзного кинофестиваля. Фильм является культовым в Абхазии.

## Сюжет
«Белый башлык» создан по роману в стихах «Песня о скале». В центре сценария — образ мятежного, бесстрашного народного заступника Хаджарата Кяхбы, воплотившего в себе лучшие черты национального характера.— Советский экран
Российская империя, территория современной Абхазии. Действие разворачивается вскоре после Революции 1905 года. Человек в белом башлыке — Хаджарат Кяхба, рано узнал горе сиротства и лишения бедняка, этот молодой крестьянин, не желая мириться с произволом местных князей, решает начать с ними борьбу — по законам кровной мести восстает против своих угнетателей. Вскоре он знакомится с русским рабочим Яковом, ссыльным из России за участие в восстании на броненосце «Потёмкин». Яков — агитатор, разъясняет абхазским крестьянам иные способы борьбы с угнетателями, нежели личная месть. Хаджарат Кяхба по примеру Якова становится революционным борцом — защитником крестьян.

## В ролях
- Томас Кокоскир — Хаджарат Кяхба
- Афанасий Кочетков — Яков Кузьмич, революционер, агитатор
- Нурбей Камкия — Марытхва, князь, обер-полицейский
- Леварса Касландзиа — Шабат
- Валерий Кове — Омар, князь
- Инга Гунба — Квараса
- Шарах Пачалиа — Куаста
- Сергей Пачкория — Дато
- Амиран Таниа — Шаруан
- Сергей Габниа — Гидал
- Этери Когониа — княгиня
- Владимир Шакало — Никуало
- Рушни Джопуа — Нахарбей
- Софья Агумава — Мсырхан
- Алексей Ермолов — Бадра
- Виолетта Маан — жена Бадры
- Вячеслав Аблотиа — Анзор
- Велико Таниа — Кан
- Павел Шкрёба — князь Ольденбургский

## Литературная основа
Эй, послушайте все, кто останется жить!
 Я умру, но на свете — по-моему быть!
 И придет оно, счастье, по нашим костям
 к вам, крестьянские дети и внуки крестьян!
 Пусть я мало успел, но я сделал, что мог.
 Как умел, горемычным и бедным помог.
Поэма (роман в стихах) «Песня о скале» написана советским абхазским поэтом Багратом Шинкуба, в основу легла народная песня о герое Хаджарате Кяхба. Произведение стало нового жанра в абхазской литературе — романа в стихах.
Впервые поэма была издана на абхазском языке в 1965 году в Сухуми, через два года в авторизованном переводе на русский язык Риммы Казаковой поэма вышла отдельным изданием в Москве в издательстве «Советский писатель».
Поэма стала поводом для Константина Симонова написать в газету «Правда» — главную газету в СССР — статью об абхазской литературе:

Начиная как борец и мститель-одиночка, Хаджарат ходом обстоятельств превращается в защитника крестьян и смертельного врага абхазской знати. Первоначальные мотивы его бегства в горы постепенно стираются, отходят на второй план, у него появляются новые друзья и новые враги, и сам он становится фигурой, выражающей уже не личный, а социальный протест против несправедливости.

Роман, начинающийся как романтическая история, не теряя своей поэтичности, превращается в широкое историческое полотно, в своего рода поэтическую энциклопедию тогдашней абхазской жизни.— Константин Симонов — Удивительное рядом. (Об абхаз. литературе)// Газета «Правда», 8 мая 1968
В 1971 году Абхазским драматическим театром по поэме был поставлен спектакль; режиссёр — первый абхазский профессиональный театральный режиссёр Нелли Эшба, декоратор — художник Евгений Котляров, главную роль исполнил Шарах Пачалиа. В отзыве на спектакль в газете «Заря Востока» подчеркивалась поэтичность этого спектакля.
Спустя ещё три года притупили к экранизации поэмы, её автор сам выступил сценаристом, о чём Константин Симонов с радостью написал:

Его роман в стихах — «Песня о скале», сначала переведенный на русский язык, привлек затем внимание кинематографистов и превратился на экране в романтический фильм-поэму. Явление достаточно редкое и знаменательное.— Константин Симонов

## Съёмки
Съемки фильма велись в Абхазии в поселках Аимара и Акыдра (в составе села Члоу).

Когда я следил за съемками, мне было непонятно, из чего режиссер будет собирать фильм, — мы снимали одну стрельбу и скачки на лошадях. Думал, что ничего не выйдет в итоге. Это было удивительно, в СССР практически не снимали вестернов, и мы не представляли, как делается такое кино, а «Белый башлык» — настоящий вестерн.— Вячеслав Аблотиа
Премьера фильма состоялась в 1975 году в кинотеатре «Апсны» в Сухуме. Творческая интеллигенция Абхазии приняла фильм с большим восторгом, фильм понравился и автору поэмы.

## О фильме, критика
Фильм — лауреат Всесоюзного кинофестиваля 1975 года в Кишинёве — Специальный приз за сценарий (Б.Шинкуба) и постановку (В.Савельев), Премия за лучшее звуковое решение (В.Губа).
Лидер проката в СССР — фильм посмотрело 20 800 000 зрителей, он занял 12 место среди советских фильмов, и оказался на 25-м месте всего кинопроката с учётом иностранных лент, при том, что тираж копий был 660, в несколько раз меньше остальных фильмов. По этому фильму имя абхазского народного героя Хаджарата Кяхба стало известно миллионам советских зрителей.
Журнал «Искусство кино» выделяя игру Томаса Кокоскира и высоко оценивая работу оператора, отмечал сложность экранизации поэмы в частности, соблюдение фильмом традиций жанра:

в суровой стилистике начальных кадров неуловимо промелькнет нечто уже знакомое, вроде бы не раз виденное, но не отпугнет мыслью о механическом заимствовании, а настроит на восприятие любимого жанра… атмосфера каждого эпизода мыслится предельно накаленной, обещает максимальное зрительское внимание.— журнал «Искусство кино», 1976 год
Фильм имел широкий прокат за рубежом. В Польше — «Bialy baszlyk», в Венгрии — «A fehér csuklya», ГДР — «Kopfgeld für den Aufrührer».
Как писала восточно-немецкая газета «Freie Welt» на фильм шло много зрителей, и фильм их не разочаровал:

Особенно впечатлил главный актер Томас Кокоскир, который так показывает своего героя, что он заслуживает доверия, а не как недостижимого кумира. Оригинальный текст (нем.)hat vor allem der Hauptdarsteller Tomas Kokoskir beeindruckt, der seinen Helden so bringt, daß er glaubwürdig ist und kein unerreichbares Idol.— восточно-германская газета «Freie Welt», 1976 год